# Sławomir Zawada
Sławomir Zawada [ˈswavɔmʲir zaˈvada] (* 18. März 1965 in Więcbork, Polen) ist ein ehemaliger polnischer Gewichtheber.

## Karriere
Zawadas internationale Karriere begann 1986 mit der Teilnahme an den Weltmeisterschaften in Sofia. Im Mittelschwergewicht bis 90 kg belegte er mit einer Zweikampfleistung von 380,0 kg (170,0/210,0 kg) den fünften Platz. Sieger wurde Anatoli Chrapaty mit 412,5 kg. Zawadas Leistung im Stoßen brachte ihm aufgrund seines geringeren Körpergewichts Bronze in dieser Teildisziplin. Zur WM 1987 in Ostrau konnte Zawada seine Leistung auf 395,0 kg (180,0/215,0 kg) steigern und gewann Bronze im Zweikampf, sowie im Reißen. Erstplatzierter wurde erneut Khrapaty mit 417,5 kg, vor Iwan Tschakarow mit 412,5 kg.
1988 trat Zawada zu den Olympischen Spielen in Seoul an. Nachdem Wiktor Solodow seine Karriere beendet hatte, und Chakarov aufgrund des Dopingskandals der bulgarischen Mannschaft nicht mehr antreten durfte, hatte Zawada Chancen auf eine Podiumsplatzierung. Mit 400,0 kg (180,0/220,0 kg) im Zweikampf belegte er den dritten Platz hinter Khrapaty mit 412,5 kg und Nail Mukhamedyarov mit ebenfalls 400,0 kg. Im Kampf um Platz zwei entschied lediglich Mukhamedyarovs um 100 Gramm geringeres Körpergewicht, da beide dieselbe Last gehoben hatten.
1989 erreichte Zawada mit 390,0 kg (175,0/215,0 kg) den vierten Platz bei der Weltmeisterschaft in Athen. Erster wurde Khrapaty mit 415,0 kg, vor Sergej Syrzow mit 407,5 kg und Chakarov mit 400,0 kg. Zur Europameisterschaft 1990 in Aalborg konnte er sich wieder auf 400,0 kg (185,0/215,0 kg) steigern und wurde Vizeeuropameister hinter Khrapaty, der 402,5 kg erzielte. Ein Jahr später konnte er dies in Władysławowo aufgrund des vergleichsweise schwachen Teilnehmerfelds mit 387,5 kg (177,5/210,0 kg) wiederholen. Zur WM 1991 reichten Zawadas 385,0 kg (175,0/210,0 kg) jedoch nur für den vierten Platz. Der Erstplatzierte Syrzow erzielte 410,0 kg.
Die Europameisterschaften 1992 in Szekszárd und 1993 in Sofia stellten Zawadas letzte internationale Wettkämpfe dar. 1992 konnte er mit 397,5 kg (180,0/212,5 kg) erneut die Vizeeuropameisterschaft im Zweikampf, hinter Akakios Kachiasvilis mit 400,0 kg gewinnen. Nach der Umstrukturierung der Gewichtsklassen wechselte Zawada für seinen letzten Wettkampf ins 1. Schwergewicht bis 99 kg. Hier stellte er mit 405,0 kg (185,0/220,0 kg) seine absolute Bestleistung auf einem internationalen Wettkampf auf und gewann ein letztes Mal die Vizeeuropameisterschaft hinter Wjatscheslaw Rubin, der dieselbe Last hob, aber über zwei Kilogramm leichter war.

## Persönliche Bestleistungen
- Reißen: 185,0 kg in der Klasse bis 90 kg bei den Europameisterschaften 1990 in Aalborg
- Stoßen: 220,0 kg in der Klasse bis 90 kg bei den Olympischen Spielen 1988 in Seoul
- Zweikampf: 405,0 kg (185,0/220,0 kg) in der Klasse bis 99 kg bei den Europameisterschaften 1993 in Sofia